# Championnats du monde masculins de VTT cross-country
Le cross-country masculin est une des épreuves au programme des championnats du monde de VTT cross-country. Elle est organisée depuis les championnats inauguraux de 1990. Le Suisse Nino Schurter est le coureur le plus récompensé avec dix médailles d'or.
Un championnat du monde réservé aux juniors (moins de 19 ans) est également mis en place en 1990, ainsi qu'un autre réservé aux espoirs (moins de 23 ans) en 1996.

## Palmarès élites

### Podiums
| Année                     | Or                   | Argent               | Bronze                |
| ------------------------- | -------------------- | -------------------- | --------------------- |
| 1990 Durango              | Ned Overend          | Thomas Frischknecht  | Tim Gould             |
| 1991 Ciocco               | John Tomac           | Thomas Frischknecht  | Ned Overend           |
| 1992 Bromont              | Henrik Djernis       | Thomas Frischknecht  | David Baker           |
| 1993 Métabief             | Henrik Djernis       | Marcel Gerritsen     | Jan Erik Østergaard   |
| 1994 Vail                 | Henrik Djernis       | Tinker Juarez        | Bart Brentjens        |
| 1995 Kirchzarten          | Bart Brentjens       | Miguel Martinez      | Jan Erik Østergaard   |
| 1996 Cairns               | Thomas Frischknecht  | Rune Høydahl         | Hubert Pallhuber      |
| 1997 Château-d'Œx         | Hubert Pallhuber     | Henrik Djernis       | Luca Bramati          |
| 1998 Mont Sainte-Anne     | Christophe Dupouey   | Jérôme Chiotti       | Filip Meirhaeghe      |
| 1999 Åre                  | Michael Rasmussen    | Miguel Martinez      | Filip Meirhaeghe      |
| 2000 Sierra Nevada        | Miguel Martinez      | Roland Green         | Bart Brentjens        |
| 2001 Vail                 | Roland Green         | Thomas Frischknecht  | Christoph Sauser      |
| 2002 Kaprun               | Roland Green         | Filip Meirhaeghe     | Thomas Frischknecht   |
| 2003 Lugano               | Filip Meirhaeghe     | Ryder Hesjedal       | Roel Paulissen        |
| 2004 Les Gets             | Julien Absalon       | Cédric Ravanel       | Thomas Frischknecht   |
| 2005 Livigno              | Julien Absalon       | Christoph Sauser     | José Antonio Hermida  |
| 2006 Rotorua              | Julien Absalon       | Christoph Sauser     | Fredrik Kessiakoff    |
| 2007 Fort William         | Julien Absalon       | Ralph Näf            | Florian Vogel         |
| 2008 Val di Sole          | Christoph Sauser     | Florian Vogel        | Ralph Näf             |
| 2009 Canberra             | Nino Schurter        | Julien Absalon       | Florian Vogel         |
| 2010 Mont Sainte-Anne     | José Antonio Hermida | Jaroslav Kulhavý     | Burry Stander         |
| 2011 Champéry             | Jaroslav Kulhavý     | Nino Schurter        | Julien Absalon        |
| 2012 Saalfelden           | Nino Schurter        | Lukas Flückiger      | Mathias Flückiger     |
| 2013 Pietermaritzburg     | Nino Schurter        | Manuel Fumic         | José Antonio Hermida  |
| 2014 Hafjell              | Julien Absalon       | Nino Schurter        | Marco Aurelio Fontana |
| 2015 Vallnord             | Nino Schurter        | Julien Absalon       | Ondřej Cink           |
| 2016 Nové Město na Moravě | Nino Schurter        | Jaroslav Kulhavý     | Julien Absalon        |
| 2017 Cairns               | Nino Schurter        | Jaroslav Kulhavý     | Thomas Litscher       |
| 2018 Lenzerheide          | Nino Schurter        | Gerhard Kerschbaumer | Mathieu van der Poel  |
| 2019 Mont Sainte-Anne     | Nino Schurter        | Mathias Flückiger    | Stéphane Tempier      |
| 2020 Leogang              | Jordan Sarrou        | Mathias Flückiger    | Titouan Carod         |
| 2021 Val di Sole          | Nino Schurter        | Mathias Flückiger    | Victor Koretzky       |
| 2022 Les Gets             | Nino Schurter        | David Valero Serrano | Luca Braidot          |
| 2023 Glasgow              | Tom Pidcock          | Samuel Gaze          | Nino Schurter         |
| 2024 Pal Arinsal          | Alan Hatherly        | Victor Koretzky      | Tom Pidcock           |

### Tableau des médailles
Mis à jour après l'édition 2024
| Rang | Athlète              | Or | Argent | Bronze | Total |
| ---- | -------------------- | -- | ------ | ------ | ----- |
| 1    | Nino Schurter        | 10 | 2      | 1      | 13    |
| 2    | Julien Absalon       | 5  | 2      | 2      | 9     |
| 3    | Henrik Djernis       | 3  | 1      | 0      | 4     |
| 4    | Roland Green         | 2  | 1      | 0      | 3     |
| 5    | Thomas Frischknecht  | 1  | 4      | 2      | 7     |
| 6    | Jaroslav Kulhavý     | 1  | 3      | 0      | 4     |
| 7    | Christoph Sauser     | 1  | 2      | 1      | 4     |
| 8    | Miguel Martinez      | 1  | 2      | 0      | 3     |
| 9    | Filip Meirhaeghe     | 1  | 1      | 2      | 4     |
| 10   | Bart Brentjens       | 1  | 0      | 2      | 3     |
| 10   | José Antonio Hermida | 1  | 0      | 2      | 3     |

| Rang               | Nation             | Or | Argent | Bronze | Total |
| ------------------ | ------------------ | -- | ------ | ------ | ----- |
| 1                  | Suisse             | 12 | 14     | 9      | 35    |
| 2                  | France             | 8  | 7      | 5      | 20    |
| 3                  | Danemark           | 4  | 1      | 2      | 7     |
| 4                  | Canada             | 2  | 2      | 0      | 4     |
| 5                  | États-Unis         | 2  | 1      | 1      | 4     |
| 6                  | Tchéquie           | 1  | 3      | 1      | 5     |
| 7                  | Italie             | 1  | 1      | 4      | 6     |
| 8                  | Belgique           | 1  | 1      | 3      | 5     |
| 8                  | Pays-Bas           | 1  | 1      | 3      | 5     |
| 10                 | Espagne            | 1  | 1      | 2      | 4     |
| 11                 | Grande-Bretagne    | 1  | 0      | 3      | 4     |
| 12                 | Afrique du Sud     | 1  | 0      | 1      | 2     |
| 13                 | Allemagne          | 0  | 1      | 0      | 1     |
| 13                 | Norvège            | 0  | 1      | 0      | 1     |
| 15                 | Nouvelle-Zélande   | 0  | 1      | 0      | 1     |
| 15                 | Suède              | 0  | 0      | 1      | 1     |
| Total (16 nations) | Total (16 nations) | 35 | 35     | 35     | 105   |

## Palmarès moins de 23 ans
| Année                     | Or                      | Argent                  | Bronze                  |
| ------------------------- | ----------------------- | ----------------------- | ----------------------- |
| 1996 Cairns               | Dario Acquaroli         | Miguel Martinez         | Cadel Evans             |
| 1997 Château-d'Œx         | Miguel Martinez         | Cadel Evans             | Dario Acquaroli         |
| 1998 Mont Sainte-Anne     | Miguel Martinez         | Christoph Sauser        | Roel Paulissen          |
| 1999 Åre                  | Marco Bui               | Cadel Evans             | Martino Fruet           |
| 2000 Sierra Nevada        | José Antonio Hermida    | Martí Gispert           | Kashi Leuchs            |
| 2001 Vail                 | Julien Absalon          | Ryder Hesjedal          | Walker Ferguson         |
| 2002 Kaprun               | Julien Absalon          | Ralph Näf               | Ryder Hesjedal          |
| 2003 Lugano               | Balz Weber              | Manuel Fumic            | Iván Álvarez            |
| 2004 Les Gets             | Manuel Fumic            | Liam Killeen            | Florian Vogel           |
| 2005 Livigno              | Yury Trofimov           | Lukas Flückiger         | Nino Schurter           |
| 2006 Rotorua              | Nino Schurter           | Tony Longo              | Max Plaxton             |
| 2007 Fort William         | Jakob Fuglsang          | Nino Schurter           | Jaroslav Kulhavý        |
| 2008 Val di Sole          | Nino Schurter           | Burry Stander           | Mathias Flückiger       |
| 2009 Canberra             | Burry Stander           | Alexis Vuillermoz       | Thomas Litscher         |
| 2010 Mont Sainte-Anne     | Mathias Flückiger       | Thomas Litscher         | Patrik Gallati          |
| 2011 Champéry             | Thomas Litscher         | Marek Konwa             | Henk Jaap Moorlag       |
| 2012 Saalfelden           | Ondřej Cink             | Michiel van der Heijden | Daniele Braidot         |
| 2013 Pietermaritzburg     | Gerhard Kerschbaumer    | Julian Schelb           | Michiel van der Heijden |
| 2014 Hafjell              | Michiel van der Heijden | Jordan Sarrou           | Howard Grotts           |
| 2015 Vallnord             | Anton Cooper            | Victor Koretzky         | Grant Ferguson          |
| 2016 Nové Město na Moravě | Samuel Gaze             | Victor Koretzky         | Marcel Guerrini         |
| 2017 Cairns               | Samuel Gaze             | Alan Hatherly           | Maximilian Brandl       |
| 2018 Lenzerheide          | Alan Hatherly           | Christopher Blevins     | David Nordemann         |
| 2019 Mont Sainte-Anne     | Vlad Dascalu            | Filippo Colombo         | Vital Albin             |
| 2020 Leogang              | Tom Pidcock             | Christopher Blevins     | Joel Roth               |
| 2021 Val di Solde         | Martin Vidaurre         | Juri Zanotti            | Joel Roth               |
| 2022 Les Gets             | Simone Avondetto        | Mathis Azzaro           | Luca Schatti            |
| 2023 Glasgow              | Charlie Aldridge        | Adrien Boichis          | Dario Lillo             |
| 2024 Pal Arinsal          | Luca Martin             | Dario Lillo             | Tobias Lillelund        |

## Palmarès juniors
| Année                        | Or                      | Argent               | Bronze              |
| ---------------------------- | ----------------------- | -------------------- | ------------------- |
| 1990 Durango                 | Jimi Killen             | Tyler Kettenburg     | Jake Elliot         |
| 1991 Ciocco                  | John Mutolo             | Chris Fox            | Paul Lasenby        |
| 1992 Bromont                 | Jeff Osguthorpe         | Vojtěch Bachleda     | Michael Rasmussen   |
| 1993 Métabief                | Dario Acquaroli         | Gerben de Knegt      | Klaus Jakobsmeier   |
| 1994 Vail                    | Miguel Martinez         | Cadel Evans          | Thomas Hochstrasser |
| 1995 Kirchzarten (officieux) | Thomas Kalberer         | Erik Jungake         | Cadel Evans         |
| 1996 Cairns                  | José Antonio Hermida    | Mickaël Reynaud      | Håkon Austad        |
| 1997 Château-d'Œx            | Franz Kehl              | Mathias Mende        | Marián Masný        |
| 1998 Mont Sainte-Anne        | Julien Absalon          | Ryder Hesjedal       | Fredrik Modin       |
| 1999 Åre                     | Nicolas Filippi         | Carlos Coloma        | Florian Vogel       |
| 2000 Sierra Nevada           | Walker Ferguson         | Iñaki Lejarreta      | Florian Vogel       |
| 2001 Vail                    | Iñaki Lejarreta         | Lars Petter Nordhaug | Trent Lowe          |
| 2002 Kaprun                  | Trent Lowe              | Yury Trofimov        | Tony Longo          |
| 2003 Lugano                  | Jaroslav Kulhavý        | Nino Schurter        | Oleksandr Yakymenko |
| 2004 Les Gets                | Nino Schurter           | Stéphane Tempier     | Maxime Marotte      |
| 2005 Livigno                 | Robert Gehbauer         | Olivier Sarrazin     | Tim Wijnants        |
| 2006 Rotorua                 | Mathias Flückiger       | Martin Fanger        | Pascal Meyer        |
| 2007 Fort William            | Thomas Litscher         | Piotr Brzózka        | David Fletcher      |
| 2008 Val di Sole             | Peter Sagan             | Arnaud Jouffroy      | Matthias Rupp       |
| 2009 Canberra                | Gerhard Kerschbaumer    | Ricardo Marinheiro   | Reto Indergand      |
| 2010 Mont Sainte-Anne        | Michiel van der Heijden | Julien Trarieux      | Julian Schelb       |
| 2011 Champéry                | Victor Koretzky         | Anton Cooper         | Andrey Fonseca      |
| 2012 Saalfelden              | Anton Cooper            | Victor Koretzky      | Titouan Carod       |
| 2013 Pietermaritzburg        | Lukas Baum              | Peter Disera         | Gioele Bertolini    |
| 2014 Hafjell                 | Simon Andreassen        | Egan Bernal          | Luca Schwarzbauer   |
| 2015 Vallnord                | Simon Andreassen        | Maximilian Brandl    | Egan Bernal         |
| 2016 Nové Město na Moravě    | Thomas Bonnet           | Vital Albin          | Tobias Johannessen  |
| 2017 Cairns                  | Cameron Wright          | Joel Roth            | Holden Jones        |
| 2018 Lenzerheide             | Alexandre Balmer        | Leon Kaiser          | Mathis Azzaro       |
| 2019 Mont Sainte-Anne        | Charlie Aldridge        | Luca Martin          | Andreas Vittone     |
| 2020 Leogang                 | Lennart-Jan Krayer      | Janis Baumann        | Luca Martin         |
| 2021 Val di Sole             | Adrien Boichis          | Camilo Andres Gomez  | Nils Aebersold      |
| 2022 Les Gets                | Paul Schehl             | Jan Christen         | Paul Magnier        |
| 2023 Glasgow                 | Albert Philipsen        | Elian Paccagnella    | Ian Ackert          |
| 2024 Pal Arinsal             | Albert Philipsen        | Hugo Franco Gallego  | Nikolaj Hougs       |